# Puig Ferriol (Vilallonga de Ter)
|  | Aquest article tracta sobre la muntanya del Ripollès. Vegeu-ne altres significats a «Puig Ferriol». |

El Puig Ferriol és una muntanya de 1.326 metres que es troba al municipi de Vilallonga de Ter, a la comarca catalana del Ripollès.